# Mns Abah Lueng
Mns Abah Lueng is een bestuurslaag in het regentschap Pidie Jaya van de provincie Atjeh, Indonesië. Mns Abah Lueng telt 348 inwoners (volkstelling 2010).